# Antonio Herin
Antonio Giovanni Battsta Herin, född 13 januari 1900 i Valtournenche i Aostadalen, död 2 juni 1990 i Pontey i Aostadalen, var en italiensk vinteridrottare som var aktiv inom längdskidåkning under 1920-talet. Han medverkade vid olympiska vinterspelen 1924 i längdskidåkning 18 kilometer, där han kom på trettonde plats.